# Dicyemennea lameerei
Dicyemennea lameerei är en djurart som tillhör fylumet rhombozoer, och som beskrevs av Nouvel 1932. Dicyemennea lameerei ingår i släktet Dicyemennea och familjen Dicyemidae. Inga underarter finns listade i Catalogue of Life.